# Batéguédia II
Batéguédia II este o comună din regiunea Haut-Sassandra, Coasta de Fildeș.